# جيمس الكسندر مارشال
جيمس الكسندر مارشال هو سياسي كندي، ولد في 16 سبتمبر 1888 في المملكة المتحدة، وتوفي في 30 يونيو 1977. حزبياً، نشط في Social Credit Party of Canada ‏. وقد انتخب عضو مجلس العموم الكندي.